# Patró genètic

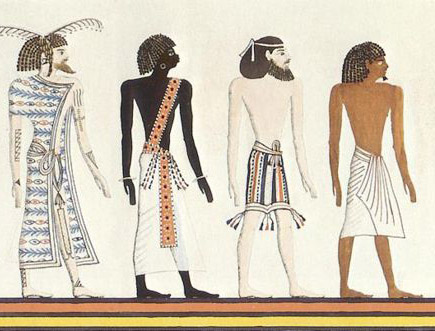
L'estatura, la forma del cos, el color de la pell i el color del cabell són patrons genètics que s'hereten però que no segueixen simplement les lleis mendelianes

Els trets dels patrons genètics són aquelles característiques del fenotip que tendeixen a persistir en la descendència a través de l'herència.
Gregor Mendel va ser el primer científic a desenvolupar un mètode per predir com sortiria l'herència dels patrons genètics. Ell va treballar amb prop de 30.000 plantes de pèsols: estudiant els següents trets: alçada de la planta, forma de la tavella, color de la tavella, forma de la llavor, color de la llavor, color de la flor i ubicació de la flor. Les plantes de pèsol s'autopol·linitzen. Per tant, al llarg de moltes generacions les pesoleres desenvolupen individus homozigots per a característiques particulars. Aquestes poblacions es coneixen amb el nom de línies pures. És important que com a mínim hi ha 18.000 característiques humanes controlades per gens que segueixen les lleis bàsiques de l'herència mendeliana.
Ja Morgan va fer la hipòtesi correcta que els cromosomes X i Y determinaven el sexe s'un individu. Entre tots els cromosomes aquells que no inclouen la determinació del sexe s'anomenen autosomes. Encara que la majoria de les mosques de la fruita (un organisme model) tenien els ulls vermells, Morgan una vegada va observar una mosca de la fruita mascle que tenia els ulls blancs. Quan ell va creuar una femella amb aquest mascle, el resultat de la descendència seguia la predicció de Gregor Mendel: Tota la generació F1 tenia els ulls vermells. A continuació Morgan va creuar els membres de la generació F1 i es va produir la relació esperada sobre que tres mosques de la fruita mascle van tenir els ulls vermells. Sobre el motiu de no haver cap femella amb els ulls blancs Morgan va plantejar la hipòtesi sobre que l'al·lel per als ulls vermells era transportat sobre el cromosoma X. Morgan va concloure que el color dels ulls en les mosques de la fruita (gènere Drosophila) era una característica lligada al sexe determinada per al·lels en el cromosomes sexuals. El grup de gens localitzat en un cromosoma és un grup d'enllaç ( linkage group). Aquests gens normalment s'hereten junts. Alfred H. Sturtevant va usar dades creuades per obtenir un mapa de cromosomes, és a dir, un diagrama de les posicions dels al·lels en un cromosoma particular.

## Excepcions a l'herència simple
Des dels temps de Mendel el coneixement dels mecanismes de l'herència genètica ha crescut moltíssim. Per exemple, actualment se sap que heretar un al·lel pot, de vegades, incrementar la probabilitat d'heretar-ne un altre o pot afectar com i quan s'expressa un tret en un fenotip individual. Hi ha graus de dominància i recessivitat en alguns trets. Les regles de l'herència mendeliana no s'apliquen en aquesta i altres excepcions i aleshores es diu que no tenen patrons d'herència mendelians.

## Característiques poligèniques
Alguns trets estan determinats per l'efecte combinat de més d'un parell de gens. Aquestes característiques es diuen poligèniques o contínues.
- Alçada
- Forma del cos
- Color del cabell
- Color de la pell

S'ha de tenir en compte que l'estatura (genèticament programada) a la qual arriba un individu pot estar afectada per les hormones tiroides i les hormones del creixement humà (HGH) produïdes per la glàndula pituïtària. Una deficiència hormonal durant la infantesa i la pubertat pot resultar en un creixement menor. l contrari, un excés en aquestes hormones pot donar gegantisme. També les diferències en la dieta i altres factors ambientals afecten molt al creixement. Normalment un 10% de l'alçada d'un individu es deu a factors ambientals. 

## Expressió intermèdia
En el fenotip pot ocórrer una fusió aparent quan hi ha una dominància incompleta que dona com a resultat una expressió intermèdia d'un tret en individus heterozigots.
Afortunadament per a Mendel, els trets de les plantes de pèsols que va estudiar estan controlats per gens que no mostren l'expressió intermèdia del fenotip, d'altra manera probablement no hauria pogut descobrir les regles bàsiques de l'herència genètica.

## Codominància
Per alguns trets, dos al·lels poden ser codominants, és a dir que tots dos s'expressen en individus heterozigots. Un exemple és les persones que tenen el tipus de sang AB.

## Sèries d'al·lels múltiples
Alguns trets es controlen per molts més al·lels. Per exemple el sistema humà HLA és el responsable d'identificar i rebutjar teixit forà del nostre cos.

## Gens reguladors i modificadors
Hi ha dues classes de gens que poden tenir un efecte en com funcionen altres gens i s'anomenen gens modificadors i gens reguladors.
Els gens reguladors poden o bé iniciar o bé bloquejar l'expressió d'altres gens. Ells controlen, per exemple, la producció d'una gran varietat de productes químics en les plantes i els animals.

## Penetració incompleta
Alguns gens penetren incompletament, és a dir el seu efecte normalment no ocorre fins que es presenten certs factors ambientals. Per exemple una persona pot heretar els gens responsables de la diabetis de tipus 2 però mai emmalaltir fins que arribi a tenir un gran sobrepès, estar permanentment psicològicament estressat o no dormir bé de forma continuada.

## Efectes genètics relacionats amb el sexe
Hi ha tres categories de gens que poden tenir efectes diferents segons el gènere d'un individu, són:
- 1 gens limitats al sexe. Els hereten tant les homes com les dones però normalment només s'expressen en el fenotip d'un dels sexes. Un exemple és la barba dels homes.
- 2 gens controladors del sexe. S'expressen en els dos sexes però de forma diferent.
- 3 empremta del genoma. Aparentment, la diabetis, psoriasi, i algunes rares malalties genètiques, com la síndrome d'Angelman de retard mental, poden seguir aquest patró.

## Pleiotropia
Un sol gen pot ser responsable per a una gran varietat de trets. Això s'anomena pleiotropia. L'anèmia falciforme n'és un exemple.

## Al·lels inestables
Se sap que algunes malalties heretades genèticament tenen símptomes més severs en cada generació successiva motivat pels segments de gens defectuosos que es doblen en la seva transmissió als fills. Aquests al·lels reben el nom d'al·lels inestables o al·lels de tartamudeig. Exemples en són la malaltia de Huntington i la forma miotònica de la distròfia muscular.